# Houssière (Belgique)
Pour les articles homonymes, voir Houssière (homonymie).
 (janvier 2016).
Si vous disposez d'ouvrages ou d'articles de référence ou si vous connaissez des sites web de qualité traitant du thème abordé ici, merci de compléter l'article en donnant les références utiles à sa vérifiabilité et en les liant à la section « Notes et références ».
 (octobre 2014).
La Houssière est un ruisseau de Belgique, affluent de l'Orne, donc un sous-affluent de l'Escaut par la Thyle, la Dyle et le Rupel.

## Géographie
La Houssière prend sa source à Sombreffe (province de Namur), traverse les villages de Gentinnes, Saint-Géry et Villeroux avant de se jeter dans l'Orne, à La Fosse lieu-dit de l'entité de Mont-Saint-Guibert, toutes localités du Brabant wallon. Sa longueur est de neuf kilomètres.